# شهرستان هوک (کارولینای شمالی)
شهرستان هوک، کارولینای شمالی (به انگلیسی: Hoke County, North Carolina) یک سکونتگاه مسکونی در ایالات متحده آمریکا است که در کارولینای شمالی واقع شده‌است.

## خصوصیات
شهرستان هوک ۱٬۰۱۵٫۲۸ کیلومترمربع مساحت دارد.